# 白井佐吉

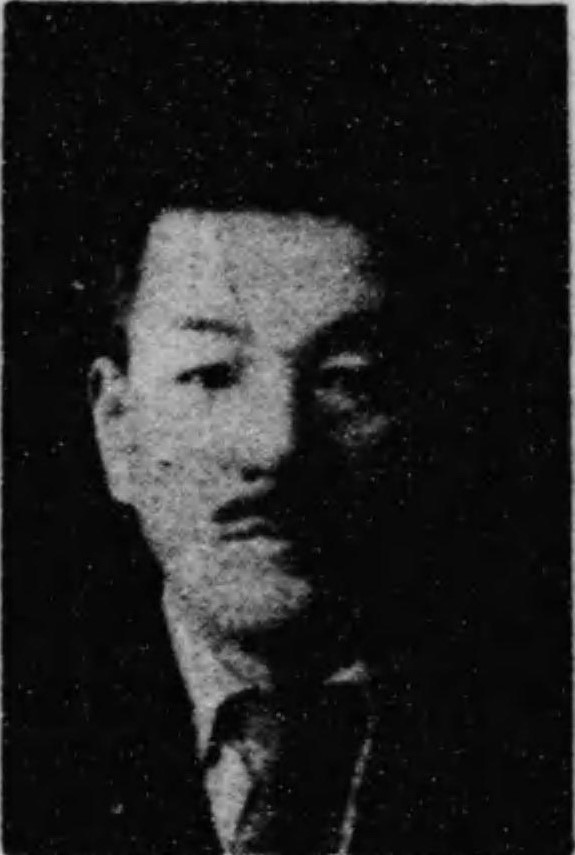
白井佐吉

白井 佐吉（しらい さきち、1897年〈明治30年〉2月26日 - 1951年〈昭和26年〉12月6日）は、昭和期の農業経営者、政治家。衆議院議員、神奈川県会議長。

## 経歴
神奈川県橘樹郡中原村上丸子八幡（中原町を経て現川崎市中原区）の農家に生まれる。
1928年（昭和3年）神奈川県会議員に選出され3期19年在任し、副議長、議長も務めた。この間、中原町と川崎市の合併に尽力した。その他、川崎市会議員、横浜地方裁判所管内調停委員、内務省警察制度調査会委員、川崎市馬匹畜産組合長、川崎牛乳配給社長、川崎市信用組合理事などを務めた。
1947（昭和22年）4月の第23回衆議院議員総選挙に神奈川県第2区から日本自由党公認で出馬して初当選。1949（昭和24年）1月の第24回総選挙で民主自由党公認で出馬して再選され、衆議院議員に連続2期在任した。議員在任中の1951年12月に急逝した。

## 白井坂
1947年（昭和22年）に現在の川崎市宮前区犬蔵一丁目に丘陵地を登る道路を開通させ「白井坂」と呼ばれるようになった。この坂道近くの斜面には埴輪を焼いた古墳時代の遺跡があり「白井坂埴輪窯跡」と命名された。